# Samfya
Samfya é uma cidade e um distrito da Zâmbia, localizados na província Luapula.